# Cal Vendrell (Avinyonet del Penedès)
Cal Vendrell és una masia de les Gunyoles, al municipi d'Avinyonet del Penedès (Alt Penedès), catalogat com a bé cultural d'interès local.

## Descripció
És un edifici de planta basilical, compost de planta baixa, pis i golfes. El portal és d'arc de mig punt adovellat. La façana lateral i principal tenen balcons (alguns reformats), i la  façana posterior finestres de dimensions reduïdes amb ampits, brancals i llindes de pedra. A l'entrada hi ha un baluard. Sobre el portal d'entrada hi ha la data 1727, sobre una finestra de la façana posterior, la del 1746, i sobre un balcó, la del 1643.